# Barneville-la-Bertran
Barneville-la-Bertran är en kommun i departementet Calvados i regionen Normandie i norra Frankrike. Kommunen ligger i kantonen Honfleur som ligger i arrondissementet Lisieux. År 2022 hade Barneville-la-Bertran 121 invånare.

## Befolkningsutveckling
Antalet invånare i kommunen Barneville-la-Bertran
Referens: INSEE